# 小行星6730
小行星6730（英語：6730 Ikeda）是一颗围绕太阳公转的小行星。1992年1月24日，浦田武在清水町发现了此天体。
这颗小行星的绝对星等为18.93610等。